# Amt Eschweiler
Das Amt Eschweiler war eines der 25 Ämter, in welche das Herzogtum Jülich unterteilt war. Wann genau das Land in Amtsbezirke eingeteilt wurde, ist nicht bekannt. Zuerst gehörte Eschweiler zum Amt Wilhelmstein. Nach Strange 1864 (Beiträge zur Genealogie der adligen Geschlechter 1) führt das Jülicher Siegel des Amtes Wilhelmstein den Begriff Walramsberg (für den Nothberger Burgflecken), und Siegelführer ist Johann von Palandt [III. - V.] („Johann von Palant Ritter Herr zu Weisweiler, Walramsberg (Nothberg), Amtmann zu Eschweiler. Er ist vor 1556 gestorben.“) - nämlich 1533. Vorher hieß es ausschließlich „Drost ( = Amtmann) zu Wilhelmstein“. Schon vor der Palandtschen Teilung (24. Juli 1456) führen die Walramsberger Palandts das Amtssiegel des Amtes Wilhelmstein (Urkunde LAV NRW R, AA 0022 Jülich-Berg, Urkunden Nr. 0457 1443 Juni 5, Siegelführer: Palant, Johann von). Der Besitz der Burg Nothberg wechselt 1476 zu Johann II. von Palandt, der zwischen 1491 und 1496 stirbt. Amtsmann von bzw. Drost zu Wilhelmstein bleiben die Nothberger Burgherren auch in der Zeit, als das Amt Eschweiler abgetrennt wurde. Johann III. von Palandt, 1476 geboren, ist auch Drost zu Wilhelmstein. Er heiratet 1514 Maria Cäcilia von Hompesch, die vor 1531 stirbt. Die Herauslösung des Amtes Eschweiler aus dem weiterbestehenden Amt Wilhelmstein geschah also schon in der 1. Hälfte des 16. Jahrhunderts. Die Hompeschs kamen erst 1654 in den Besitz der Eschweiler Burg.     
Am 4. April 1435 verlieh Herzog Adolf von Jülich-Berg seinem Erbmarschall seine „drei Teile zu Eschweiler mit dem Kohlberg und allen ihren Rechten und Zubehören“. 1547 wird in den Jülicher Ritterzetteln erstmals ein Amt Eschweiler aufgeführt. Es grenzte an die Reichsabtei Kornelimünster und war ansonsten von dem Amt Wilhelmstein umgeben. Wie das benachbarte Amt Aldenhoven unterstand es direkt dem Oberamt Jülich. Das Amt Eschweiler wurde offensichtlich später in Personalunion vom Amt Wilhelmstein verwaltet, wo auch der für beide Ämter zuständige Amtmann residierte.
Das Amt Eschweiler umfasste Alt-Eschweiler, die Eschweiler Burg, Röhe, Röthgen (als Merrödgen), Bergrath, Velau (als Felau), Stolberg und den Osthang des Propsteier Waldes. Hierzu gibt es eine Karte des jülich-bergischen Kartografen Erich Philipp Ploennies von 1715 und eine Karte von 1723 im Codex Welser. Die heute zur Stadt Eschweiler gehörigen Ortschaften Dürwiß, Hastenrath, Scherpenseel, Nothberg, Hücheln, Weisweiler, Volkenrath und St. Jöris gehörten zum Amt Wilhelmstein.